# Pidhaytsi
Pidhaytsi (ucraniano: Підга́йці; polaco: Podhajce) es una ciudad de Ucrania, perteneciente al raión de Ternópil en la óblast de Ternópil.
En 2019, la ciudad tenía una población de 2688 habitantes. Desde 2020 es sede de un municipio que incluye 35 pueblos y tiene una población total de dieciséis mil habitantes.
Se ubica a orillas del río Koropets, a medio camino entre las ciudades de Ternópil e Ivano-Frankivsk.

## Historia
Aunque es probable que hubiera una aldea habitada aquí en el siglo XIII, perteneciente al principado de Galicia-Volinia, la primera mención documental del pueblo data de 1436. En los siglos XV-XVI perteneció a la familia noble polaca Buczacki, que en 1463 fortificó la localidad, dándole en los años posteriores un ordenamiento similar al Derecho de Magdeburgo. Las tropas del principado de Moldavia destruyeron la localidad en 1498 y 1509, por lo que Segismundo I Jagellón el Viejo concedió a los Buczacki privilegios para reconstruir el asentamiento, como el derecho a organizar una feria anual desde 1519 y el reconocimiento oficial del Derecho de Magdeburgo en 1539, tras lo cual se formó aquí una de las principales ciudades de la región. A finales del siglo XVI, Pidhaitsi se convirtió en uno de los principales centros del socinianismo. En los siglos XVII-XVIII, época en la cual perteneció a varias familias nobles, la ciudad entró en declive como consecuencia de varios conflictos como la rebelión de Jmelnitski y varios ataques posteriores de los tártaros.
En la partición de 1772, la ciudad pasó a formar parte del Imperio Habsburgo, que en 1783 declaró a Pidhaitsi localidad rural y en 1786 le retiró el Derecho de Magdeburgo. Al finalizar el siglo hubo que desmantelar el castillo debido a su mal estado. Para revitalizar la zona, en 1820 el emperador Francisco concedió a Pidhaitsi once ferias anuales. En 1867 recuperó el estatus de ciudad, pero tres cuartas partes del casco urbano se quemaron en un incendio en 1889. Junto con las obras de reconstrucción que tuvieron lugar en las décadas siguientes, en 1909 se abrió una línea de ferrocarril de Pidhaitsi a Leópolis. En 1919 se integró en la Segunda República Polaca y en 1939 pasó a formar parte de la RSS de Ucrania. Fue un importante shtetl en el cual llegaron a vivir más de seis mil judíos en el siglo XIX, aunque en el censo de 1931 quedaban menos de la mitad; en la Segunda Guerra Mundial, los invasores alemanes asesinaron a casi todos los judíos de la ciudad, mediante su traslado en 1942 al campo de exterminio de Bełżec. Entre 1991 y 2020 fue la capital del raión de Pidhaitsi.